# Agalenocosa punctata
Agalenocosa punctata là một loài nhện trong họ Lycosidae.
Loài này thuộc chi Agalenocosa. Agalenocosa punctata được Cândido Firmino de Mello-Leitão miêu tả năm 1944.